# Прощавай, кіно!
«Прощавай, кіно!» (у титрах — «Прощавай, кіно…») — український кольоровий документальний фільм, відзнятий режисером Ізраїлем Гольдштейном на Українській студії хронікально-документальних фільмів 1995 року. Яскравий зразок критичної школи української документалістики (1987 — 1995).

## Опис
Фільм розповідає про кризу українського кінематографу на початку 1990-х років через брак грошей, показує демонстрації працівників кіно (режисерів, акторів, операторів тощо), аналізує причини та наслідки ситуації. Фільм містить інтерв'ю з працівниками українського кінематографу тих часів.
Анотація з сайту Національного центра Олександра Довженка:
|  | Протягом перших років української незалежності виробництво кінохроніки та документальних фільмів скоротилося до мінімуму через брак фінансування та будь-якої державної підтримки. Фільм «Прощавай, кіно!» працює як з причинами так і наслідками цієї ситуації. Режисери пішли працювати сторожами, студії було замкнено, фінансування зйомок припинено. Цей фільм – один із найбільш радикальних у жанрі «кіно про кіно»: це кіно про те, як кіно перестало існувати. |

## Оцінка
На думку українського дослідника кіно, візуальної культури та публіциста Олексія Радинського, на початку 1990-х кінематографістам довелося не лише спостерігати й фільмувати акції протесту (наприклад, «Щаблі демократії»), а й самим влаштовувати їх, вимагаючи можливості знімати фільми. Після розпаду СРСР ідеологічна та пропагандистська функції неігрового кіно виявилися нікому непотрібними, тому українське суспільство почало відмовлятися від критичного потенціалу вітчизняного кіно на користь комерційних західних стрічок.

## Знімальна група
- Ізраїль Гольдштейн — режисер;
- Ю. Аліков;
- О. Радинський;
- Л. Мороз;
- І. Зігаренко;
- Т. Романенко;
- П. Яровенко;
- О. Сметана;
- С. Коробіна.

## Фільм на DVD
«Прощавай, кіно!» вийшов на DVD у 2013 році у рамках збірки «Щаблі демократії. Критична школа української документалістики 1987–1995». До неї увійшли п'ять фільмів. Окрім, власне, «Прощавай, кіно!», туди увійшла ще одна стрічка Ізраїля Гольдштейна «Стіна» (1988), «Завтра свято» (1987) й «Дах» (1989) Сергія Буковського, а також «Щаблі демократії» Георгія Шкляревського (1992). Збірку було презентовано 26 березня 2014 року в рамках 11-го Міжнародного фестивалю документального кіно про права людини Docudays UA.